# Mukuware Nakatta Murabito A, Kizoku ni Hirowarete Dekiai Sareru Ue ni
Mukuware Nakatta Murabito A, Kizoku ni Hirowarete Dekiai Sareru Ue ni, Jitsu wa Motteita Densetsu-kyū no Kami Sukiru mo Kakusei Shita (報われなかった村人A、貴族に拾われて溺愛される上に、実は持っていた伝説級の神スキルも覚醒した?) es una serie de novelas ligeras japonesas escritas por Nazuna Miki e ilustradas por Kaito Shibano. La serie comenzó a publicarse en línea en mayo de 2020 en la página web de novelas generadas por usuarios Shōsetsuka ni Narō. Posteriormente, fue adquirida por Shūeisha, que ha publicado siete volúmenes desde febrero de 2021 bajo su sello Dash X Bunko. Desde diciembre de 2022, se publica en línea una adaptación a manga con ilustraciones de Suzume Kumo a través de la sección Dash X Comic de Shueisha en la página web de Niconico Seiga, recopilada en tres volúmenes tankōbon. Se ha anunciado una adaptación televisiva de la serie de anime producida por Lunch Box.

## Personajes
Matteo (マテオ Mateo?)
 Seiyū: Maaya Uchida
Ishtar (イシュタル Ishutaru?)
 Seiyū: Yuki Yomichi
Hecate (ヘカテー Hekatē?)
 Seiyū: Sayako Tōjō
Metis (メーティス Mētisu?)
 Seiyū: Mei Igarashi

## Contenido de la obra

### Novelas ligeras
La novela ligera fue escrito por Nazuna Miki, Mukuware Nakatta Murabito A, Kizoku ni Hirowarete Dekiai Sareru Ue ni, Jitsu wa Motteita Densetsu-kyū no Kami Sukiru mo Kakusei Shita comenzó a serializarse en el sitio web de publicación de novelas generadas por usuarios Shōsetsuka ni Narō el 21 de mayo de 2020. Posteriormente fue adquirido por Shūeisha, que comenzó a publicarlo con ilustraciones de Kaito Shibano bajo su sello de novelas ligeras Dash X Bunko el 25 de febrero de 2021. Se han publicado siete volúmenes hasta mayo de 2024.
| Volúmenes de novelas ligeras publicadas | Volúmenes de novelas ligeras publicadas | Volúmenes de novelas ligeras publicadas |
| Número                                  | Fecha de lanzamiento                    | ISBN                                    |
| --------------------------------------- | --------------------------------------- | --------------------------------------- |
| 1                                       | 25 de febrero de 2021                   | ISBN 978-4-08-631402-2                  |
| 2                                       | 25 de marzo de 2021                     | ISBN 978-4-08-631406-0                  |
| 3                                       | 25 de junio de 2021                     | ISBN 978-4-08-631425-1                  |
| 4                                       | 25 de octubre de 2022                   | ISBN 978-4-08-631489-3                  |
| 5                                       | 25 de mayo de 2023                      | ISBN 978-4-08-631508-1                  |
| 6                                       | 25 de octubre de 2023                   | ISBN 978-4-08-631523-4                  |
| 7                                       | 24 de mayo de 2024                      | ISBN 978-4-08-631552-4                  |

### Manga
Una adaptación al manga ilustrada por Suzume Kumo comenzó a serializarse en la sección Dash X Comic de Shueisha en el sitio web de Niconico Seiga el 7 de diciembre de 2022. Sus capítulos se han recopilado en tres volúmenes tankōbon a partir de mayo de 2025.
| Volúmenes de manga publicados | Volúmenes de manga publicados | Volúmenes de manga publicados |
| Número                        | Fecha de lanzamiento          | ISBN                          |
| ----------------------------- | ----------------------------- | ----------------------------- |
| 1                             | 19 de mayo de 2023            | ISBN 978-4-08-892744-2        |
| 2                             | 17 de mayo de 2024            | ISBN 978-4-08-893034-3        |
| 3                             | 19 de mayo de 2025            | ISBN 978-4-08-893658-1        |

### Anime
Se anunció una adaptación al anime en el sexto volumen de la novela ligera, que se lanzó el 25 de octubre de 2023. Posteriormente se confirmó que sería una serie de televisión producida por Lunch Box y dirigida por Masahiko Komino, con la composición de Tsutomu Kaneko y el diseño de personajes de Junko Yamanaka. REMOW obtuvo la licencia de la serie fuera de Japón.